# Den gyllene grenen
Den gyllene grenen (engelska: The golden bough) är ett religionsvetenskapligt verk av den skotske antropologen James George Frazer. Boken tar ett brett grepp på religiösa uppfattningar och praktiker, som fruktbarhetsriter, människooffer, motivet med den döende guden, syndabockar och annat som återkommer i många olika kulturer. Dess huvudtes är att tidiga religioner var fruktbarhetskulter som kretsade kring en helig kung som periodvis offrades, ett motiv som Frazer menar återfinns i nästan alla mytologier.
Bokens titel kommer från William Turners målning The golden bough, som föreställer en scen ur Aeneiden. Enligt Frazer var den ursprungliga planen endast att skriva en kortare kommentar till den italienska Diana Nemorensis-kulten, men projektet växte till någonting mycket mer omfattande. Den första utgåvan från 1890 bestod av två band, den andra från 1900 av tre, och den tredje utgåvan, publicerad 1906–1915, bestod av 12 band. En sammanfattning i en volym gavs ut 1922. En svensk översättning av Ernst Klein gavs ut i två band 1925.
Boken fick genomslag inom antropologin och har haft ett stort inflytande på engelskspråkig skönlitteratur. Frazers förhållningssätt var antimytologiskt och utgick från att myterna saknar egen essens eller historisk allmängiltighet. Hos många skönlitterära författare väckte boken dock ett förnyat intresse för de myter som återkommit gång på gång genom historien. Den gyllene grenen hade bland annat ett direkt inflytande på T.S. Eliots Det öde landet, James Joyces Finnegans Wake och påverkade författare som William Butler Yeats, Ezra Pound och D.H. Lawrence.
Boken förekommer som hastigast i Francis Ford Coppolas Oscarsbelönade krigsfilm från 1979, Apocalypse, som en del av Överste Kurtz ägodelar, tillsammans med boken From ritual to romance av Jessie L. Weston.